# Моћ таме
Моћ таме (рус. Власть тьмы) је драма Лава Толстоја у пет чинова. Написана 1886. године, извођење драме је било забрањено у Русији до 1902. године, углавном под утицајем Константина Побједоносцева. Упркос забрани, представа је незванично продуцирана и читана више пута.

## Преглед
Централни лик је сељак Никита, који заводи и напушта младо сироче Маринку; затим љупка Анисија убија сопственог мужа да би се удала за Никиту. Он оплоди своју нову пасторку, а затим, под утицајем своје жене, убије бебу. На дан удаје своје пасторке, он се предаје и признаје почињени злочин полицији.

## Историја продукције
Француски позоришни пионир Андре Антоан поставио је Ла Пуиссанце дес Тенебрес — француски превод драме Павловског и Оскара Метенијеа — у Паризу у Театру Монпарнас 10. фебруара 1888. уз велико признање. Константин Станиславски, руски позоришни редитељ и педагог, желео је да постави представу 1895. године; убедио је Толстоја да преправи четврти чин на начин који је предложио Станиславски, али се продукција није остварила. На крају га је поставио са својим Московским уметничким позориштем 1902. Та производња је отворена 5. децембра и доживела је одређени успех. Станиславски је, међутим, био оштро критичан, посебно према сопственом наступу у улози Митрича. Годинама касније писао је представи у својој аутобиографији Мој живот у уметности.
Глумац Џејкоб Адлер имао је њујоршки хит 1904. са преводом дела на јидиш — првом успешном продукцијом Толстојеве драме у Сједињеним Државама.
Године 1923., немачки редитељ епског позоришта Ервин Пискатор поставио је представу у свом „пролетерском Фолксбинеу“ у Берлину. „Наша намера“, пише Пискатор, „била је да кренемо ка политичкој поруци са широке уметничке базе“. Представа је отворена 19. јануара у Централ-Тхеатру у улици Алте Јакоб Страссе. Имајући за циљ „највећи могући реализам у глуми и декорацији “, Пискатор је описао своју продукцију као „потпуно натуралистичку“. Херберт Ихеринг је одобравао њен покушај да озбиљну драму по ниским ценама улазница донесе публици радничке класе, иако је сматрао да њена пажња на натуралистичке детаље одвлачи пажњу од суштинског значења драме.
Mint Theater Company поставила је представу у Њујорку 2007. Користили су нови превод редитеља Мартина Плата.